# Pour le cœur de Jenny
Pour plus de détails, voir Fiche technique et Distribution.
Pour le cœur de Jenny (connu aussi sous le nom de Viré à l'Ouest, titre original : An Eastern Westerner) est un court métrage américain, une comédie en noir et blanc et muet, réalisée par Hal Roach et sortie en 1920. Ce film met en scène le comique Harold Lloyd.

## Synopsis
Un jeune new-yorkais oisif fait le désespoir de son père qui l'envoie travailler dans le ranch de son oncle, quelque part dans l'ouest américain. Là-bas, il découvre que le petit village où vit son oncle est terrorisé par un gang de malfaiteurs. Il y rencontre aussi une jeune femme dont le père est retenu captif par Tompkins, le chef du gang. Il décide alors de l'aider.

## Fiche technique
- Titre : Pour le cœur de Jenny ou Viré à l'Ouest
- Titre original : An Eastern Westerner
- Réalisation : Hal Roach
- Scénario : Frank Terry, H. M. Walker
- Musique : Robert Israel (pour l'édition vidéo de 2002)
- Directeur de la photographie : Walter Lundin
- Production : Hal Roach, Rolin Films
- Pays de production :  États-Unis
- Genre : Comédie
- Durée : 20 minutes (version d'origine), 23 minutes (version vidéo)
- Date de sortie :
  - États-Unis : 2 mai 1920
  - France : 23 février 1923

## Distribution
- Harold Lloyd : le jeune homme
- Mildred Davis : la jeune femme
- Noah Young : Tompkins
- Sammy Brooks : apparition (non crédité)
- Belle Mitchell : femme au saloon (non créditée)
- Charles Stevenson : joueur de cartes (non crédité)
- Ben Corbett (en) : apparition (non crédité)

## Récompenses et distinctions

### Nominations
- Saturn Award 2006 :
  - Saturn Award de la meilleure collection DVD (au sein du coffret Harold Lloyd Collection)